# Philippe Magnan
Cet article concerne le comédien Philippe Magnan. Pour le hautboïste, voir Philippe Magnan (musicien).
Pour les articles homonymes, voir Magnan.
Cet article possède un paronyme, voir Philippe Uchan.
Philippe Magnan est un acteur français, né le 21 août 1948 à Paris.

## Biographie
Philippe Magnan débute au théâtre dans les années 1980. Il joue Salomé d'Oscar Wilde au Théâtre du Temps en 1985, puis l'année suivante Arthur Roi au festival d'Avignon. La même année, il entame une collaboration avec le metteur en scène José Paul (Les Sacrés montres de Roland Dubillard au Théâtre des Blancs-Manteaux, Le Minotaure de Marcel Aymé au Théâtre des Mathurins...). Puis joue à plusieurs reprises sous la direction de Gérard Savoisien, Étienne Bierry ou Jean-Michel Ribes.
En 1993, Patrice Leconte l'engage pour son film Le Parfum d'Yvonne, puis pour Ridicule en 1996. Dès lors, il multiplie les rôles au cinéma et à la télévision. Il met son talent au service d'Alain Corneau, Jean Becker, Francis Veber ou Dany Boon pour son film Rien à déclarer. Au cours de sa carrière, il joue beaucoup les hommes de pouvoir : il endosse plusieurs fois le costume de Président de la République (Une affaire d'État, Les Tuche 3). Il a interprété à deux reprises le rôle du président Mitterrand, dans L'Affaire Farewell et Changer la vie. Il fut également François Guizot, le Président du Conseil sous Louis-Philippe, dans L'Autre Dumas. Il joue les députés, les PDG, un marquis dans La Princesse de Montpensier ou un général dans Jean Moulin. Dans Louis XV, le Soleil noir, il prête ses traits à René-Nicolas de Maupeou, chancelier et garde des sceaux du roi.
À la télévision, il est essentiellement connu pour son rôle du premier ministre français dans la série Les Hommes de l'ombre de 2012 à 2016.
Il est nommé pour le Molière du comédien dans un second rôle en 2001 pour Les Directeurs de Daniel Besse, puis en 2002 pour Elvire d'Henri Bernstein.
En 2014, il joue sur scène dans l'adaptation de Le Placard de Francis Veber, puis joue dans la nouvelle pièce de Samuel Benchetrit, Moins deux. Au théâtre du Rond-Point, il joue le grand succès de Jean-Michel Ribes, Théâtre sans animaux. Il retrouve le metteur en scène en 2019 pour l'adaptation théâtrale de Palace.

## Filmographie

### Cinéma
- 1993 : Le Parfum d'Yvonne de Patrice Leconte : Pulli
- 1995 : Ridicule de Patrice Leconte : Baron de Malenval
- 1996 : Tenue correcte exigée de Philippe Lioret : Le substitut du procureur
- 1997 : La Femme du cosmonaute de Jacques Monnet
- 1997 : Le Cousin d'Alain Corneau : Donnadieu
- 1997 : Le Septième Ciel de Benoît Jacquot : Le praticien
- 1997 : Une chance sur deux de Patrice Leconte : Le juge
- 1997 : Une journée de merde de Miguel Courtois : M. Zucker
- 1998 : Les Enfants du marais de Jean Becker : Laurent
- 1999 : Une pour toutes de Claude Lelouch : Edouard
- 1999 : La Veuve de Saint-Pierre de Patrice Leconte : Président Venot
- 1999 : Les Acteurs de Bertrand Blier : Le mauvais spectateur
- 2000 : Les gens en maillot de bain ne sont pas (forcément) superficiels d'Éric Assous : Antoine
- 2000 : Féroce de Gilles de Maistre : Trabile
- 2001 : Grégoire Moulin contre l'humanité de Artus de Penguern : Jérôme
- 2004 : Arsène Lupin de Jean-Paul Salomé : Bonnetot
- 2004 : Il ne faut jurer de rien ! d'Éric Civanyan : L'intendant
- 2005 : Selon Charlie de Nicole Garcia : Ricordi
- 2005 : La Doublure de Francis Veber : Berman
- 2007 : Mes amis, mes amours de Lorraine Lévy : Le libraire
- 2009 : Erreur de la banque en votre faveur de Michel Munz et Gérard Bitton : Baudoin
- 2009 : Musée haut, musée bas de Jean-Michel Ribes
- 2009 : L'Affaire Farewell de Christian Carion : François Mitterrand
- 2009 : Une affaire d'État d'Éric Valette : Le Président de la République
- 2010 : L'Autre Dumas de Safy Nebbou : François Guizot
- 2010 : L'Immortel de Richard Berry : Jean-Daniel Pothey
- 2010 : La Princesse de Montpensier de Bertrand Tavernier : Marquis de Mézières
- 2010 : Libre échange de Serge Gisquière : Ménar
- 2011 : Rien à déclarer de Dany Boon : Mercier
- 2011 : Mon pire cauchemar d'Anne Fontaine : le principal du lycée
- 2011 : L'Art d'aimer d'Emmanuel Mouret : Paul, le compagnon d'Emmanuelle
- 2018 : Les Tuche 3 d'Olivier Baroux : l'ex-président de la République, battu par Jeff Tuche
- 2019 : Convoi exceptionnel de Bertrand Blier : Inspecteur Bonito
- 2019 : La Vérité si je mens ! Les débuts de Michel Munz et Gérard Bitton : Directeur du lycée
- 2019 : Donne-moi des ailes de Nicolas Vanier : Ménard
- 2019 : J'accuse de Roman Polanski : Procureur Brisset

### Télévision
- 1995 : Les Cordier, juge et flic, épisode Un si joli témoin : Maître Verneuil
- 1996 : Flairs ennemis de Robin Davis : Le tourneur
- 1996 : Le choix de la nuit de Thierry Binisti : Juge Londane
- 1996 : La Famille Sapajou d'Élisabeth Rappeneau : Boule-Dupont
- 1997 - 2002 : Un homme en colère (série) : Louis Brinckman
- 1997 : La Bastide blanche de Miguel Courtois : Nottel
- 1997 : Mauvaises affaires de Jean-Louis Bertuccelli : Sabin
- 1997 : Julie Lescaut, épisode Question de confiance d'Alain Wermus : Professeur Ducret
- 1997 : Quai n° 1, épisode Le cahier de Jeanne : Duchemin
- 1998 : Les Cordier, juge et flic, épisode Un garçon mystérieux : Wolper
- 1998 : Les Grands Enfants de Denys Granier-Deferre : Rémy
- 1998 : Petite menteuse de Thierry Chabert : M. Vouille
- 1999 : Maître Da Costa, épisode Les violons de la calomnie
- 1999 : La Crim', épisodes Les tripes de Louchebem et Le serpent : Laffarge
- 2000 : Nestor Burma, épisode Panique à Saint-Patrick : Monsieur Condorcet
- 2000 : Chacun chez soi d'Élisabeth Rappeneau : Olivier
- 2002 : Maigret, épisode Maigret et le fou de Sainte Clothilde : Docteur Rivaud
- 2002 - 2008 : Groupe flag (série) :  Keyser
- 2002 : Jean Moulin d'Yves Boisset : Vidal
- 2004 : Nos vies rêvées de Fabrice Cazeneuve : Marcel Tuille
- 2004 : Les Cordier, juge et flic, épisode La rançon : Delestré
- 2004 : Femmes de loi, épisode Mortelle orpheline : Olivier Darès
- 2004 : La Nourrice de Renaud Bertrand : Dr. Dubouc
- 2006 : Marie Besnard, l'empoisonneuse de Christian Faure : Maître Gabard
- 2006 : Le Grand Charles de Bernard Stora : L'émissaire du président Coty
- 2006 : Une femme d'honneur, épisode Sans mobile apparent : Thomas Finkel
- 2007 : La Fille du chef de Sylvie Ayme : Monsieur Rey
- 2007 : René Bousquet ou le Grand Arrangement de Laurent Heynemann : Louis Bousquet
- 2008 : A.D. La guerre de l'ombre de Laurence Katrian : Procureur Berthier
- 2008 : Marie-Octobre de Josée Dayan : Jérôme Massenet
- 2009 : L'Affaire Salengro d'Yves Boisset : Horace de Carbuccia
- 2009 : L'Homme aux cercles bleus de Josée Dayan : Vercors-Laury
- 2009 : Folie douce de Josée Dayan : Jean-Pierre Millon
- 2009 : Louis XV, le Soleil noir de Thierry Binisti : Maupéou
- 2009 : Joséphine, ange gardien, épisode Chasse aux fantômes : Fergus
- 2010 : Fortunes de Stéphane Meunier : Géraud de la Viraudière
- 2011 : Changer la vie de Serge Moati : François Mitterrand
- 2012 : Les Hommes de l'ombre (série) de Frédéric Tellier : le Premier ministre Philippe Deleuvre
- 2012 : À dix minutes des naturistes de Stéphane Clavier : Le patron
- 2014 : Les Hommes de l'ombre (saison 2) de Jean-Marc Brondolo : Philippe Deleuvre
- 2014 : Engrenages (saison 5) de Frédéric Jardin : Bâtonnier Guyot
- 2016 : Les Hommes de l'ombre (saison 3) de Fred Garson : Philippe Deleuvre
- 2017 : Ce que vivent les roses de Frédéric Berthe : Alain Delambre
- 2018 : Piégés de Ludovic Colbeau-Justin : Maître Dugard
- 2021 : Frérots (série OCS) : Patrice Frémont
- 2024 : Capitaine Marleau, épisode Le Secret d'Alba de Josée Dayan : Anselme Mezler

### Programme télévisé
- Années 2010 : séquence drolatique On aime (saynettes de ménage),  en couple avec Nathalie Cerda, dans Le petit journal de Cyrille Eldin, sur Canal Plus[1].

## Théâtre (sélection)
- 1985 : Phèdre de Pierre Dac, mise en scène Jean-Baptiste Plait, Théâtre du Tintamarre
- 1985 : Salomé d'Oscar Wilde, mise en scène Junji Fuseya, Théâtre du Temps
- 1986 : Arthur Roi, festival d'Avignon et théâtre Fontaine
- 1986 : Les Sacrés monstres de Roland Dubillard, mise en scène Alain Goison et José Paul, Théâtre des Blancs-Manteaux
- 1988 : Le Minotaure de Marcel Aymé, mise en scène José Paul, Théâtre des Mathurins
- 1990 : Pour en finir avec le XXe siècle, mise en scène Gérard Savoisien, théâtre Tristan-Bernard
- 1991 : La Petite Molière de Jean Anouilh, mise en scène Gérard Savoisien, théâtre Gemier
- 1992 : Les Sacrés monstres de Roland Dubillard, mise en scène Alain Goison et José Paul, Théâtre d'Edgar
- 1993 : La Fortune du pot de Jean-François Josselin, mise en scène Étienne Bierry, Théâtre de Poche Montparnasse
- 1994 : Les Gagneurs, mise en scène Stéphane Hillel et José Paul, théâtre Rive Gauche
- 1996 : L'Herbe amère de Louis Chamack, théâtre Hébertot
- 1997 : Espèces menacées de Ray Cooney, mise en scène Éric Civanyan, Théâtre de la Michodière
- 1999 : Parle-moi de Laura de Egon Wolff, mise en scène Daniel Delprat, théâtre Rive Gauche
- 2000 : Les Directeurs de Daniel Besse, Théâtre de poche Montparnasse
- 2001 : Théâtre sans animaux de Jean-Michel Ribes, Théâtre Tristan-Bernard
- 2002 : Elvire d'Henri Bernstein, mise en scène Patrice Kerbrat, Théâtre Marigny
- 2004 : Le Jardin aux betteraves de Roland Dubillard, mise en scène Jean-Michel Ribes, Théâtre du Rond-Point, Théâtre national de Nice, La Criée, tournée
- 2005 : Le meilleur professeur de Daniel Besse, Théâtre de Paris
- 2006 : La Sainte Catherine de Stéphan Wojtowicz, Théâtre de Paris
- 2009 : Mais n’te promène donc pas toute nue ! et Feu la mère de Madame de Georges Feydeau, mise en scène José Paul, Théâtre de Paris
- 2010 : Le Gai Mariage de Gérard Bitton et Michel Munz, mise en scène José Paul et Agnès Boury, Théâtre des Nouveautés
- 2012 : Plein la vue de Jean Franco et Guillaume Mélanie, mise en scène de Jean-Luc Moreau, Théâtre de la Michodière
- 2012 : Le Scoop de Marc Fayet, mise en scène de l'auteur, Théâtre Tristan-Bernard
- 2013 : Théâtre sans animaux de Jean-Michel Ribes, mise en scène Jean-Michel Ribes, Théâtre du Rond-Point, Théâtre national de Nice
- 2014 : Le Placard de Francis Veber, mise en scène de l'auteur, Théâtre des Nouveautés
- 2015 : Moins 2 de et mise en scène Samuel Benchetrit, Théâtre Hébertot
- 2016 : Tableau d'une exécution de Howard Barker, mise en scène Claudia Stavisky, théâtre des Célestins, tournée en 2017
- 2017 : Parle-moi d'amour de Philippe Claudel, mise en scène Morgan Perez, La Pépinière-Théâtre
- 2019 : Palace sur scène[2], adaptation de la série télévisée Palace, de Jean-Michel Ribes et Jean-Marie Gourio, mise en scène Jean-Michel Ribes, théâtre de Paris
- 2020 : L'Opposition Mitterrand vs Rocard de Georges Naudy, mise en scène Éric Civanyan, théâtre de l'Atelier
- 2021 : J'habite ici de Jean-Michel Ribes, mise en scène Jean-Michel Ribes, Théâtre du Rond-Point
- 2021 : Brèves de comptoir, tournée générale ! de Jean-Marie Gourio, mise en scène Jean-Michel Ribes, théâtre de l'Atelier
- 2023 : Chers Parents d’Emmanuel Patron et Armelle Patron, théâtre de Paris

## Distinctions
- 2001 : Nomination au Molière du comédien dans un second rôle pour Les Directeurs
- 2002 : Nomination au Molière du comédien dans un second rôle pour Elvire